# Majestad de Batlló

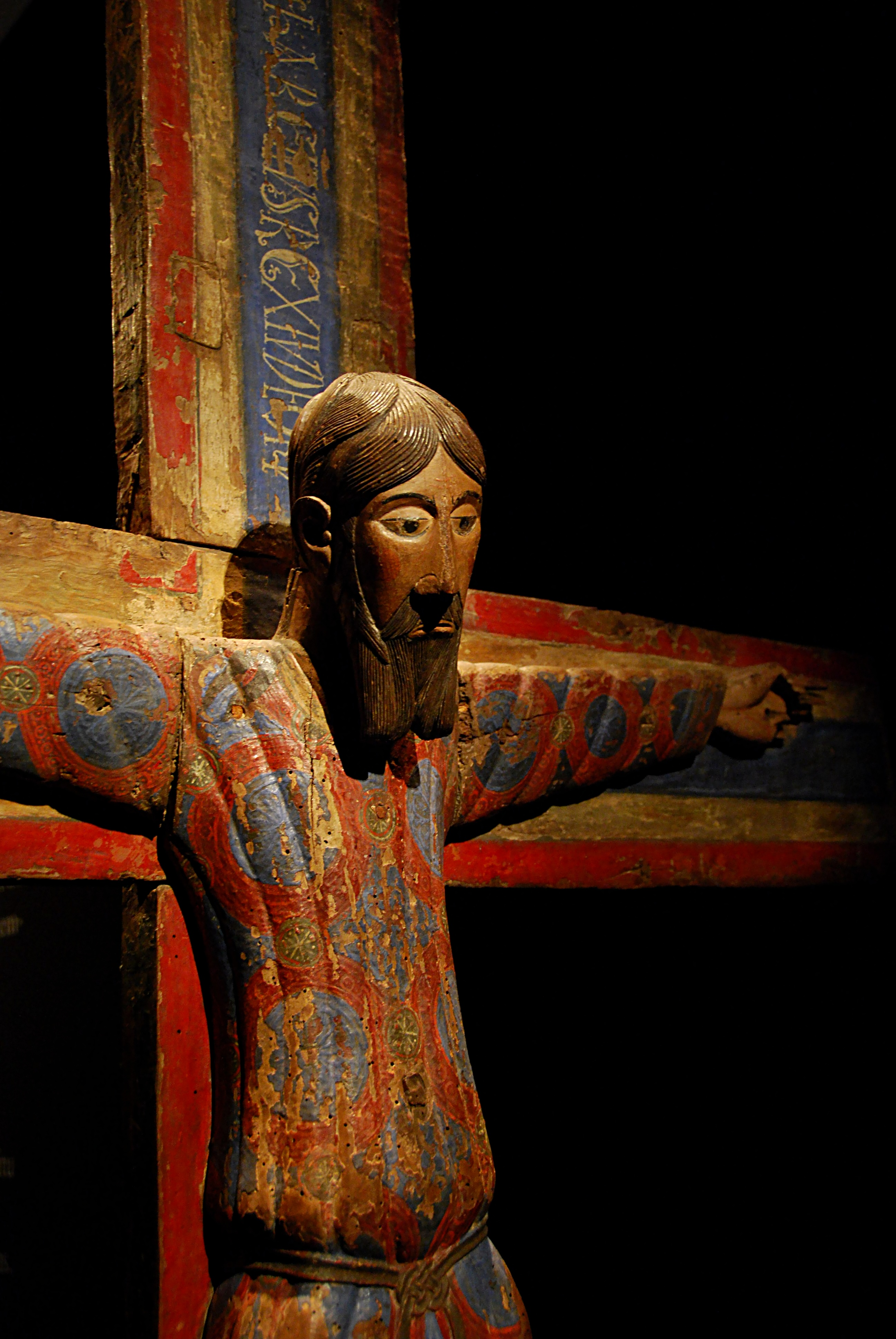
Majestad Batlló.

Majestad de Batlló, es una escultura en madera policromada del siglo XII, que presenta a Cristo crucificado en actitud de Cristo Majestad o triunfante sin rastros de sufrimiento. Es una de las muestras más interesantes de la imaginería medieval de este tipo iconográfico en Cataluña. Su procedencia se ha situado en el Pirineo catalán de la comarca de la Garrocha Esta obra se encuentra expuesta en el Museo Nacional de Arte de Cataluña de Barcelona.

## Historia
La Majestad debe su nombre al coleccionista Enrique Batlló Batlló, que la compró en un mercado de antigüedades y la donó a la Diputación de Barcelona en el año 1914. En el momento de llegar al museo estaba cubierta por una capa de barniz que impedía ver la policromía.
Se cree que este tipo de iconografía se introdujo en Cataluña por los pisanos, cuando llegaron en 1114 para ayudar al conde de Barcelona Ramón Berenguer III en su conquista de las islas Baleares. En el románico, la madera fue uno de los materiales más empleados para la elaboración del mobiliario litúrgico y las imágenes para el interior de los templos, empleándose para los cristos crucificados dos bloques o troncos de madera, uno para el cuerpo y otro para los brazos, era normal que después de talladas las imágenes se policromaran.
La imagen del cristo crucificado, en la Edad Media se presenta en varios tipos de iconografía: con el torso desnudo y con el perizonium o falda corta atada a la cintura y muerto en la cruz con los ojos cerrados y el rostro con dramatismo y cierta tensión; y el otro tipo, como la Majestat de Batlló, encima de la cruz con la túnica larga ceñida a la cintura y triunfante, con la particularidad de tener los ojos abiertos y sin ningún signo de dolor. Esta representación fue la más abundante en Occidente durante todo el siglo XII siguiendo el prototipo del Cristo de Santa Faz de Lucca. Después de nuevas dataciones de este Cristo se considera que es una obra tardía de finales del siglo XII o inicios del XIII, por lo cual se plantea problemas en la cronología de otras crucifixiones, seguramente la Santa Faz de Lucca es una copia de un prototipo anterior como el de la catedral de Milán o el de la Majestad de Batlló de Barcelona.
La Majestad de Batlló ha estado siempre relacionada con el Volto Santo de la catedral de Lucca. Se la compara con otras a través de la indumentaria, la túnica y el ceñidor como la de la Catedral de Braunschweig de 1173 o la conservada en el Museo d’Arte Sacra de San Gimignano. En Cataluña se la ha relacionado con la de Las Planas, la de Sant Salvador de Bellver, la de Beget, la de Angostrina y la de Éller, a pesar de que solo la de Bellver y la de Beget, disponen de los pliegues tubulares.

## Descripción

Majestad de Batlló en el Museo Nacional de Arte de Cataluña.

La obra está tallada en madera de ciprés y su procedencia se sitúa habitualmente en la región de Olot, en la comarca de la Garrocha. La imagen del Cristo tiene unas medidas de 94 x 96 x 17 cm y la cruz de 156 x 120 x 4 cm
Se caracteriza la imagen por la actitud rígida y solemne, con los ojos abiertos, con una talla esquemática, que combina con cierto sentido del detalle como los que se observan en el pelo y la barba, le faltan los pies y algunos dedos de las manos. El Cristo está vestido con una larga túnica con mangas también largas (túnica manicata) y pliegues tubulares paralelos que la recorren en su totalidad, (que se pueden ver también en la Majestad de Beget de La Garrocha); está policromada con círculos de color rojo con fondo azul y motivos vegetales de clara influencia oriental; se encuentran tejidos islámicos con decoración parecida en el Museo Episcopal de Vich. La cruz está pintada a base de franjas azules, blancas y rojas y presenta en la parte superior la inscripción 

JHS NAZARENUS REX IUDEORUM (Jesús de Nazaret Rey de los Judíos).

En el reverso de la cruz hay en su centro restos de la pintura de un Agnus Dei.
En cuanto a la pintura de los círculos de la túnica se encuentra relacionada con el sudario, de tejido islámico, de san Ramón muerto en 1126, de la catedral de Roda de Isábena.

## Simbología
La representación del Cristo con los ojos abiertos, se interpreta como el triunfo sobre la muerte, así como del carácter de las vestiduras, se hace su lectura, como reflejo del Apocalipsis.
El Agnus Dei, es el Cordero Pascual que salva a los hombres con su sangre así como al mismo tiempo representa el Cordero triunfante sobre la muerte y que comparte con Dios el trono y es adorado por los hombres.

## Cronología
Su cronología es difícil de datar pero por los caracteres de la inscripción de la cruz y por la pintura se localiza en el siglo XI y otros autores la datan en el siglo XII, la pintura es parecida a los frontales de la zona de Ripoll, de mediados del siglo XII, que se utiliza como argumento por diversos investigadores. Actualmente se puede situar hacia 1150. Los caracteres cúficos del borde de la túnica presentan una analogía con el motivo islámico de un cimacio del claustro de Saint Pierre de Moissac, parece una prueba de la amplia difusión que durante el románico se hizo de algunos recursos en distintos lugares.